# Proclamația de la Padeș
Proclamația de la Padeș (23 ianuarie S.N. 4 februarie 1821, Padeș) a fost actul programatic al mișcării conduse de Tudor Vladimirescu, adresat către tot „norodul omenesc” din Țara Românească. Proclamația cuprinde o serie de revendicări, între care  împărțirea pământurilor boierilor și mănăstirilor către țărănime, desființarea privilegiilor boierești, dreptate și libertate (slobozenie).
„Fraților locuitori ai Țării Românești, veri de ce neam veți fi! Nici o pravilă nu oprește pe om a întâmpina răul cu rău! Șarpele când îți iasă înainte, dai cu ciomagul să-l lovești, ca să-ți aperi viața, care mai de multe ori ni se primejduiește din mușcarea lui. Dar pe balaurii care ne înghit de vii, căpeteniile noastre, zic, atât cele bisericești, cât și cele politicești, până când să-i suferim a ne suge sângele din noi? Până când să le fim robi? Veniți dar, fraților, cu toții, cu rău să pierdem pe cei răi, ca să ne fie nouă bine!
Veichiul lui Dumnezău, prea puternicul nostru împărat, voește ca noi, ca niște credincioși ai lui, să trăim bine. Dar nu ne lasă răul ce ni-l pun peste cap căpeteniile noastre!
[...]Să să aleagă căpeteniile noastre cei care pot să fie buni. Aceia sunt ai noștri și cu noi dinpreună vor lucra binele, precum ne sunt făgăduiți.
Nu vă leneviți, ci siliți dă veniți în grabă cu toții; care veți avea arme, cu arme, iar care nu veți avea arme, cu furci de fier și lănci; să vă faceți de grabă și să veniți unde veți auzi că se află adunarea cea orânduită pentru binele și folosul a toată țara.
Și ce vă vor povățui mai marii Adunării aceia să urmați și unde vă vor chema ei acolo să mergeți. Că ne ajunge, fraților, atâta vreme de când lacrămile de pe obrazele noastre nu s-au uscat.
Și iar să știți că nimenea dintre noi nu este slobod [...], ca să să atingă măcar de un grǎunți, de binele sau de casa vreunui neguțător, oroșan sau țăran sau de al vreunui lăcuitor, decât numai binele și averile cele rău agonisite ale tiranilor boieri să să jertfească: însă al cărora nu vor urma nouă - precum sunt făgăduiți - numai al acelora să să ia pentru folosul de obște!”
Fragment din Proclamația de la Padeș, surse: manual de clasa a XII-a, Zoe Petre, editura Corint 2007.